# Nerja

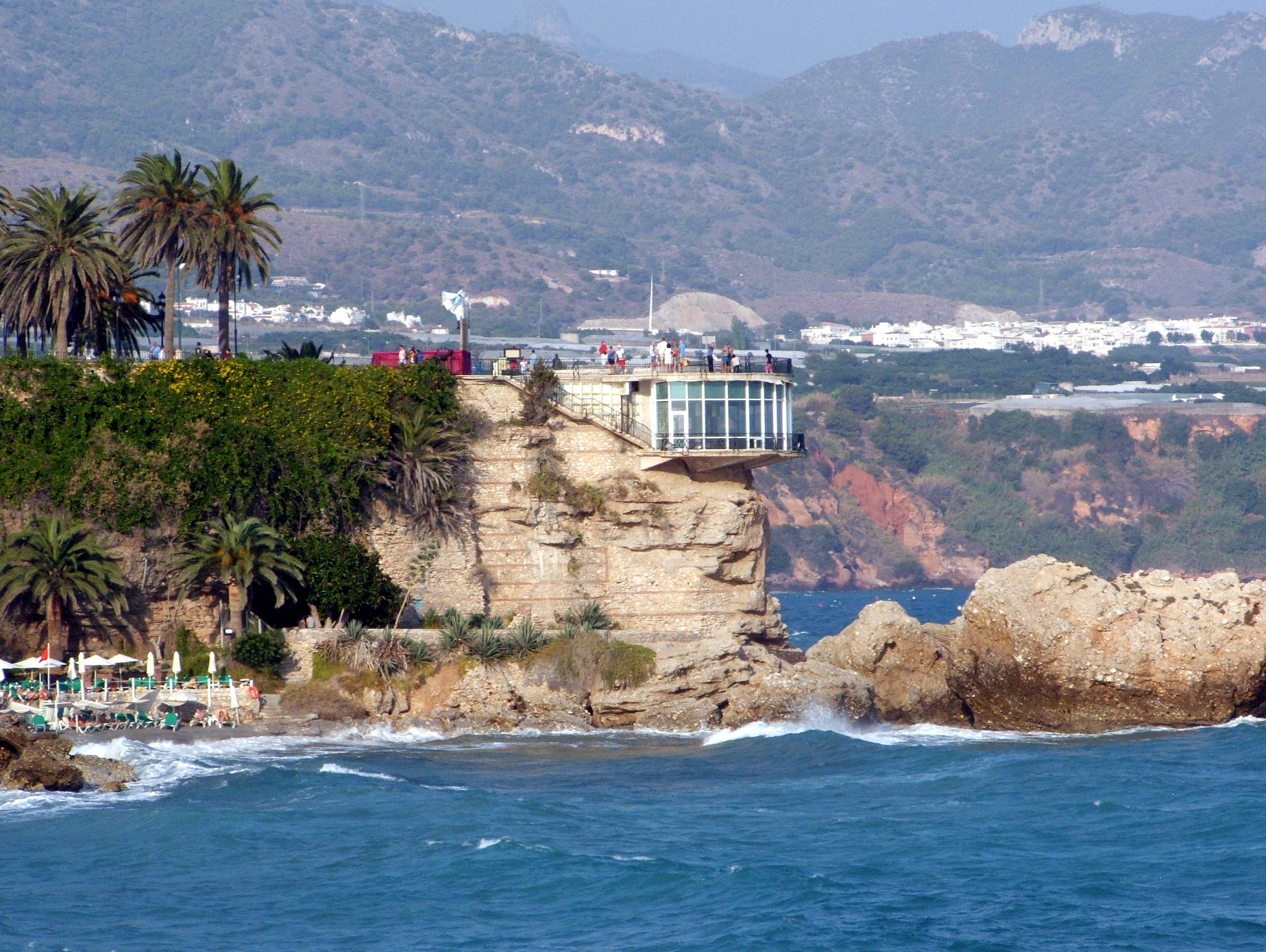
Balcón de Europa

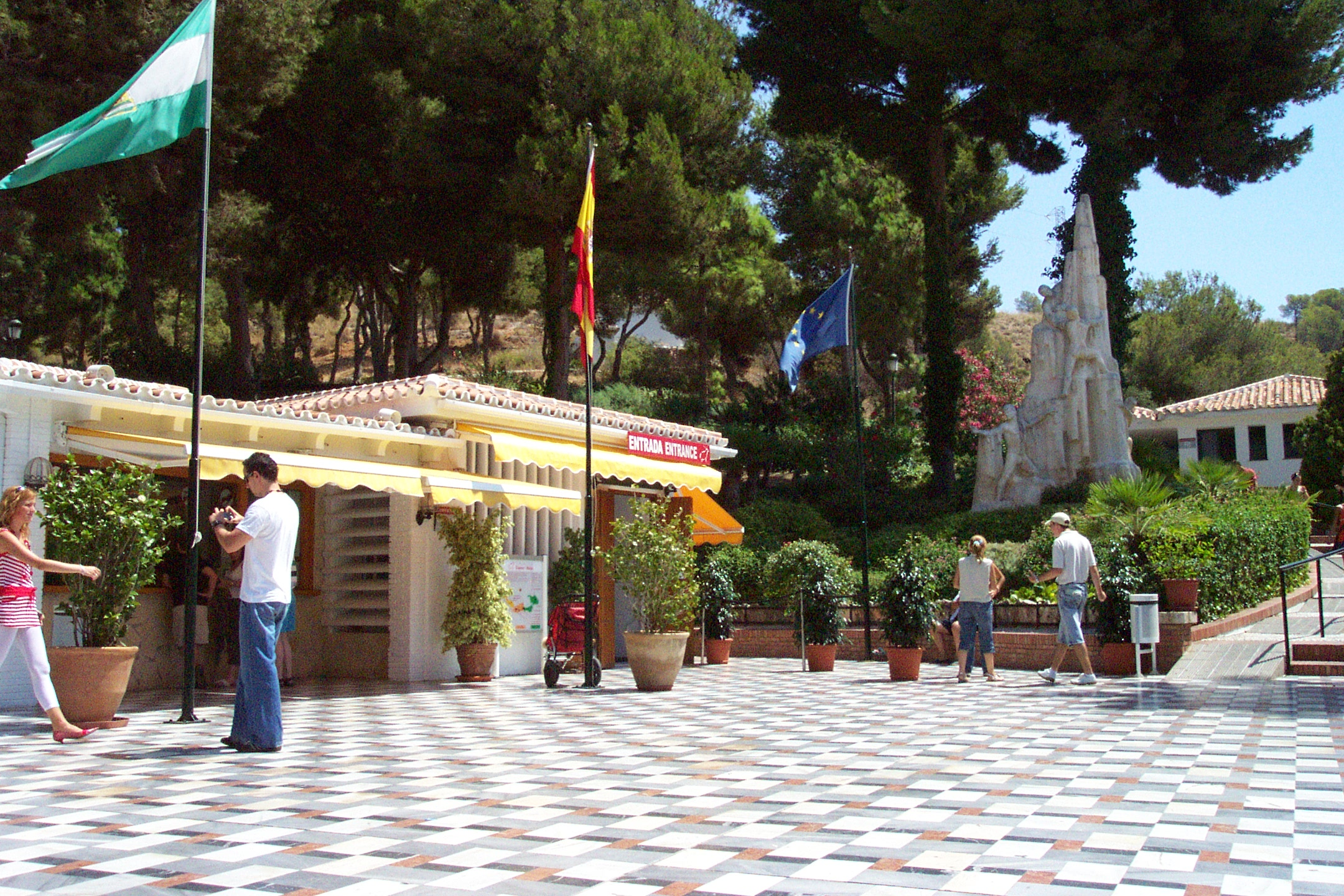
Toegang tot de grotten

Nerja is een gemeente in de Spaanse provincie Málaga in de regio Andalusië met een oppervlakte van 85 km². Nerja telt 20.899 inwoners (1 januari 2021).

## Ligging
Nerja ligt aan de kust van de Middellandse Zee, ruim 50 kilometer ten oosten van Málaga en vormt de oostelijke uitloper van de Costa del Sol. In Nerja is zo'n 16 kilometer strand te vinden.

## Economie
Watersport en toerisme zijn belangrijke bronnen van inkomsten. Daarnaast is Nerja bekend vanwege het Balcón de Europa, een promenade in het centrum boven op een klif die de zee in steekt. Ten oosten van de stad liggen een reeks kleine beschutte stranden en inhammen, van elkaar gescheiden door kliffen en andere rotspartijen.
Even buiten Nerja liggen druipsteengrotten (Cueva de Nerja) waar vele archeologische vondsten zijn gedaan en waar muurschilderingen van zo'n 20.000 jaar oud zijn gevonden.

## Geschiedenis
Nerja kent een rijke geschiedenis, aangetoond door de primitieve schilderingen die zijn ontdekt in de beroemde Nerja-grotten in 1959. Deze grotten zijn tegenwoordig slechts één toegangspunt tot een reeks verbonden sinkholes die zich uitstrekken over vele kilometers in de bergen tussen Nerja en Granada. Dit systeem van grotten en holtes wordt mogelijk een van de meest uitgestrekte onontdekte complexen in Europa. Binnen de grotten kunnen bezoekers de overblijfselen zien van vroegere inwoners van Nerja.
De Romeinen bouwden hier ooit drie nederzettingen, waaronder Detunda, waarvan vandaag de dag nog aanzienlijke overblijfselen te bewonderen zijn. Later, in de vroege 8e eeuw, werd het gebied overgenomen door de Arabieren. Gedurende de Moorse heerschappij stond de stad bekend als Narixa, wat "overvloedige lente" betekent, wat de oorsprong is van de huidige naam.
Het Balcón de Europa, een uitkijkpunt dat een prachtig uitzicht biedt over de zee, bevindt zich centraal in de oude stad. Hoewel de naam vaak wordt toegeschreven aan koning Alfonso XII, die in 1885 na een verwoestende aardbeving de regio bezocht en onder de indruk was van het panorama, blijkt uit lokale overleveringen dat de naam al voor zijn bezoek in gebruik was. Desalniettemin heeft dit de autoriteiten er niet van weerhouden om een levensgroot standbeeld van de koning, veelvuldig gefotografeerd door toeristen, bij de reling te plaatsen.
Het gebied dat nu het Balcón de Europa is genoemd, stond oorspronkelijk bekend als La Batería, verwijzend naar de geschutsbatterij die zich bevond in een versterkte toren op die locatie. Deze batterij en een soortgelijke toren in de buurt werden vernietigd tijdens de Spaanse Onafhankelijkheidsoorlog. In mei 1812 boden de Britse schepen Hyacinth, Termagant en Basilisk steun aan Spaanse guerrillastrijders aan de kust van Granada in hun strijd tegen de Fransen. Op 20 mei opende een van de schepen het vuur en werden de forten vernietigd. De twee roestige kanonnen aan het einde van het Balcón herinneren aan deze turbulente tijden.

## Demografische ontwikkeling
Bron: INE; 1857-2021: volkstellingen